# Wasilij Kozłow
Wasilij Iwanowicz Kozłow, ros. Василий Иванович Козлов (ur. 19 kwietnia 1901 r. we wsi Podobrijewo w guberni riazańskiej, zm. ?) – radziecki wojskowy (major), komendant policji obozowej w jednym z niemieckich obozów jenieckich dla czerwonoarmistów podczas II wojny światowej,
Ukończył szkołę podstawową. W 1920 r. został zmobilizowany do Armii Czerwonej. W 1923 r. ukończył 5 dowódcze kursy piechoty w Kijowie. Służył w różnych oddziałach wojskowych. W 1940 r. ukończył kursy „Wystrieł” przy Akademii Sztabu Generalnego Armii Czerwonej. Po ataku wojsk niemieckich na ZSRR 22 czerwca 1941 r., w stopniu majora pełnił funkcję zastępcy dowódcy 25 Pułku Strzelców Górskich 44 Dywizji Strzelców Górskich. Pod koniec lipca tego roku dostał się do niewoli niemieckiej. Podczas przesłuchań w oddziale wywiadowczym 17 Armii Wehrmachtu ujawnił Niemcom wiele informacji o działaniach Armii Czerwonej. Przebywał w różnych obozach jenieckich. W początkowym okresie niewoli pełnił funkcję komendanta policji obozowej w jednym z obozów na okupowanych obszarach ZSRR. Był autorem broszury propagandowej dotyczącej życia w sowieckich kołchozach. Po wyzwoleniu z niewoli pod koniec wojny został deportowany do ZSRR, gdzie po procesie skazano go w 1946 r. na karę 10 lat łagrów. Dalsze jego losy są nieznane.